# 320省道 (浙江省)
320省道又名骆霞线，因“霞浦”在吴语中读“亚浦”又名骆亚线，原编号79，是浙江省东部的一条省道，全线位于宁波市境内，北起镇海区骆驼街道连接329国道，此后途径镇海城区和北仑城区，终于北仑区霞浦街道，全长36.1公里。

## 线路走向
320省道北起镇海区骆驼街道境内的329国道骆驼桥，此后沿镇骆路向东，经过蛟川街道，在招宝山街道转入隧道北路向南并穿过甬江水底隧道进入北仑区境内。在北仑区境内，320省道向东至进港路转向东南，此后沿珠江路向南，最后在霞浦街道连接329国道。

## 历史
320省道最初的路段为骆驼桥至镇海段，始建于1934年，后毁于抗战，1948年重建。林大村至霞浦段建于1978年3月，同年12月建成镇海至北仑段，1981年两者相连，1995年甬江水底隧道取代甬江汽渡成为320省道连接甬江两岸的通道。